# بول غودمان
بول غودمان (بالإنجليزية: Paul Goodman) (1911- 1972) كاتب ومفكر أمريكي، اشتهرت أعماله عن النقد الاجتماعي في الستينيات. ولد غودمان لعائلة يهودية في نيويورك، تكفلت أخته وخالاته بتربيته، وتلقى تعليمه في كلية مدينة نيويورك. كتب ونشر غودمان العديد من الروايات نظرًا لمهاراته الكتابية. عاد غودمان للكتابة في نيويورك قبل الانضمام للمدرسة في شيكاغو، وتقلد بعض الوظائف الكتابية المتفرقة ووظائف التدريس، وخسر أغلبها نظرًا لميوله الجنسية المزدوجة ومقاومته للتجنيد في الحرب العالمية الثانية. اكتشف غودمان الأناركية وكتب في جرائد ليبرتارية. أصبح واحدًا من مؤسسي «العلاج الكلي» وتعامل مع المرضى خلال خمسينيات القرن العشرين أثناء استمراره في الكتابة المؤثرة. أسس كتابه «نشأة عبثية»، المكتوب في النقد الاجتماعي، لأهميته التنظيرية. اشتهر غودمان بلقب «فيلسوف اليسار الجديد» وموقفه الأناركي المؤثر في ثقافة الستينيات المضادة وحركة المدرسة الحرة. لم تمتد شهرته لأبعد من حياته، لكنه دائم الحضور في الذاكرة بفضل مبادئه ورؤيته عن القدرة البشرية.

## حياته
ولد بول غودمان في مدينة نيويورك في 9 سبتمبر عام 1911، لأوغستا وبارنيت غودمان. هاجر أسلافه من اليهود السفارديم إلى نيويورك من ألمانيا قبل الموجة الشرقية الأوروبية. حارب والده في الحرب الأهلية الأمريكية، وكانت عائلته «مزدهرة نسبيًا». تخلى والده المفلس عن العائلة قبل ولادته، وتركه ليكون الطفل الرابع والأخير، بعد أليس (1902- 1969) وبييرسيفال (1904). عملت أمهم في بيع ملابس النساء، ونتيجة ذلك تركت غودمان لأخته وخالاته لتقمن بتربيته في واشنطن هايتس في نيويورك، لينمو متشبعًا بقيم البورجوازية الصغيرة. درس غودمان في مدرسة عبرية ومدارس عامة في المدينة، وتفوق في كلتيهما. أبلى غودمان حسنًا في الأدب واللغات في مدرسة تاونسيند هاريس هال الثانوية، وتخرج منها في 1927. بدأ في كلية مدينة نيويورك في نفس العام، حيث تخصص في الفلسفة، وتأثر بالفيلسوف موريس رافائيل كوهن، ووجد هناك أصدقاء عمره ودائرته الاجتماعية الفكرية. تخرج بدرجة البكالوريوس في عام 1931، في بداية عصر الكساد الكبير.
كان غودمان كاتبًا بارعًا، ونشر قصائد ومقالات وقصصًا ومسرحية، أثناء حياته مع أخته أليس، التي كانت داعمة لأعماله. لم يحافظ غودمان على وظيفة منتظمة، ولكنه قرأ أعمال مترو غولدوين ماير، ودرَّس الدراما في معسكرات الشباب الصهيوني أثناء الصيف منذ 1934 حتى عام 1936. لم يكن غودمان قادرًا على تحمل نفقات الدراسة، فقام بمراجعة بعض الفصول الدراسية في جامعة كولومبيا وانتقل لبعض الفصول في جامعة هارفارد. عندما انتقل ريتشارد مكوين أستاذ الفلسفة في جامعة كولومبيا إلى جامعة شيكاغو، طلب من غودمان الحضور والتدريس. كان غودمان خريجًا في الفلسفة والأدب، وباحثًا مساعدًا، ومدرسًا بدوام جزئي بين 1936 و1940. أنهى غودمان الامتحانات الابتدائية في 1940، ولكنه طُرد بدعوى «سلوك جنسي غير لائق»، في تهمة تكررت عدة مرات أثناء حياته العملية في التدريس. تزوج غودمان ولكن علاقته كانت مفتوحة ومزدوجة التوجه الجنسي.
عاد غودمان لنيويورك نظرًا لحنينه لوطنه وطلبًا لدرجة الدكتوراه، وهناك تعاون مع منشورات طليعة الأدب. عمل غودمان على أطروحته، ولكنها استغرقت 14 عامًا حتى النشر. عمل في مراجعة الأفلام في بارتيسان ريفيو، لعدم قدرته على العمل في التدريس، ونشر أول كتاب في الشعر عام 1941 ورواية «البيانو الكبير، 1942».

## العلاج الكلي
تميز غودمان بإسهاماته في تطوير نظريات التحليل النفسي والتخطيط المدني، بعيدًا عن الأناركية، في نهاية الأربعينيات. شرع غودمان في علاقته الزوجية القانونية الثانية في عام 1945، واستمرت تلك العلاقة حتى وفاته. عانت العائلة من الفقر وعاشت على راتب زوجته، بعد تعثره في العمل التدريسي في جامعة نيويورك والعمل الصيفي في كلية بلاك ماونتين. بدأ غودمان المشاركة في العلاج بالتحليل النفسي وصار مشهورًا في نيويورك البوهيمية. بدأ غودمان التحليل النفسي الذاتي بالرغم من تواصله مع فيلهلم رايش. وكتب في نفس الوقت مع أخيه المهندس المعماري بيرسيفال كتاب «التجانس الاجتماعي 1947». يدور الكتاب حول أطروحة غياب التكامل الوظيفي بين الحياة الحضرية والريفية، ليصير بذلك أحد الأسباب الرئيسة لشهرة غودمان.
تواصل فريتز ولور بيرلس مع غودمان وبدأت صداقتهم التي أسفرت في النهاية عن حركة العلاج الكلي، بعد قرائتهما لمقالته عن رايش. كتب غودمان الفصل النظري في العمل المشترك بينهم «العلاج الكلي 1951». في بداية الخمسينيات، استمر غودمان في جلسات التحليل النفسي وبدأ ممارسته الخاصة. استمر غودمان في وظيفته أثناء 1960، وتعامل مع المرضى، وأقام مجموعات العلاج، وقاد فصول العلاج في معهد العلاج الكلي.
لم يتوقف غودمان عن النظر لنفسه كفنان أثناء فترة التحليل النفسي وكتب بغزارة، ولم يحبطه عدم حصول أعماله على الاهتمام الكافي. نشر غودمان روايته «حالة الطبيعة» قبل البداية في العلاج الكلي، ونشر أيضًا كتاب الأناركية والمقالات الجمالية «الفن والطبيعة الاجتماعية»، والكتاب الأكاديمي «صلاة كافكا». قضى غودمان عامي 1948 و1949 في الكتابة في نيويورك، ونشر «تفكك مخيمنا»، وهو عبارة عن قصص من تجربته في العمل في المخيم الصيفي. استمر غودمان في الكتابة ونشر روايتين: «ميت الربيع (1950)» و«يوم الوالدين (1951)». عاد غودمان للكتابة وممارسة العلاج النفسي في نيويورك في 1951 ونال درجة الدكتوراه في الفلسفة في عام 1954 من جامعة شيكاغو التي نشرت أطروحته «بنية الأدب» في نفس العام.

### النقد الاجتماعي
اعتبرت دراسة غودمان عن الشباب المغترب في أمريكا لعام 1960، بعنوان «نشأة عبثية»، واحدة من أهم أعماله، وروجت له ليصبح من أهم المنظِّرين الثقافيين وأحد ركائز اليسار خلال ثقافة الستينيات المضادة. يؤكد الكتاب، المكتوب في النقد الاجتماعي، على حق الشباب في الشعور بالنفور من النشأة في مجتمع دون معنى، في أمور مثل الروح والجنس والعمل والمحيط الاجتماعي. يقترح غودمان بدائل في موضوعات إنسانية واسعة المدى مثل العائلة والمدرسة والعمل والإعلام والنشاط السياسي والعلاج النفسي والحياة الجيدة والعدالة العرقية والدين. يمجد غودمان القيم التقليدية البسيطة، على عكس الأخلاق المعاصرة له، تلك التقاليد التي تشمل الشرف والإيمان ووقت الفراغ وتاريخ الإنسانية في الفن والبطولة، والذين يمدون البشرية بالأمل في مجتمع له معنى. رحب الشباب بصراحة انتقادات غودمان، وزاد اتصاله بهم خلال الستينيات.
أصبح غودمان «فيلسوف اليسار الجديد». استمر غودمان في الكتابة لـ «مجلة ليتل»، التي اشتهرت حينها وحازت على جمهور وبدأت في الربح. اهتم ناشرون عدة بإعادة نشر كتبه، وكذلك تعليقاته الاجتماعية. نشر غودمان أثناء حياته كتابًا كل سنة على الأقل، منها في انتقاد التعليم (مثل مجتمع الأكاديميين، والتجهيل الإجباري)، ومقالة عن اللامركزية (أناس أم أفراد)، وديوان قصائد، وقصص مصورة، ومقالات سابقة. أنتج مجموعة من الإذاعات النقدية التي ألقاها بعنوان «مثل المقاطعات المحتلة». أثرت كتبه في تلك الفترة على الجامعات الحرة وحركة المدرسة الحرة.
درَّس غودمان في العديد من المؤسسات الأكاديمية. كان غودمان أول أكاديمي زائر لمعهد الدراسات السياسية قبل الخدمة في العديد من المناصب الجامعية. ساهم غودمان في ثقافة الستينيات المضادة ومقاومة التجنيد الإجباري أثناء الحرب، ومنها حرق بطاقات الاستدعاء في التجمعات. تحدث عن المعسكرات والخطط مع الطلبة. وسافر إلى بيركلي في بداية حركة حرية التعبير، التي يعتبرها أناركية، وأصبح أول أستاذ يعينه الطلاب في كلية ولاية سان فرانسيسكو. كان ابن غودمان طالبًا في جامعة كورنيل، وكان ناشطًا في مقاومة التجنيد واستُدعي للاستجواب من مكتب التحقيقات الفدرالي قبل وفاته في حادثة أثناء تسلق الجبال في 1967، الحادثة التي أصابت غودمان باكتئاب طويل.
استخدم غودمان الإعلام عقب نهاية العقد لحث الأمريكيين على التمسك بالأناركية الجيفروسونية. فسرت الطليعة الراديكالية دعوى غودمان على أنها محاولة منه لإحباط ثورتهم، وبدؤوا في تشويه آرائه. لم يتأثر غودمان بهذا الموقف، فقد كان دائم الفوز بالمناظرات، ولكن تأثيره وقع على الحركة التي تحولت إلى السياسة العنيفة، وهو ما رفضه غودمان. كتب غودمان في بداية السبعينيات أعمالًا تلخص خبرته، مثل «الإصلاح الجديد» و«صلوات قليلة وخبرة أبدية». بدأت صحته في التدهور بسبب أمراض في القلب، ومات من أزمة قلبية في نيوهامبشير في 2 أغسطس عام 1972. نُشرت بعض الأعمال غير المكتملة بعد الوفاة مثل صلوات قليلة وديوان القصائد.

## روابط خارجية
- بول غودمان على موقع ميوزك برينز (الإنجليزية)
- بول غودمان على موقع إن إن دي بي (الإنجليزية)